# Dschibuti-Franc

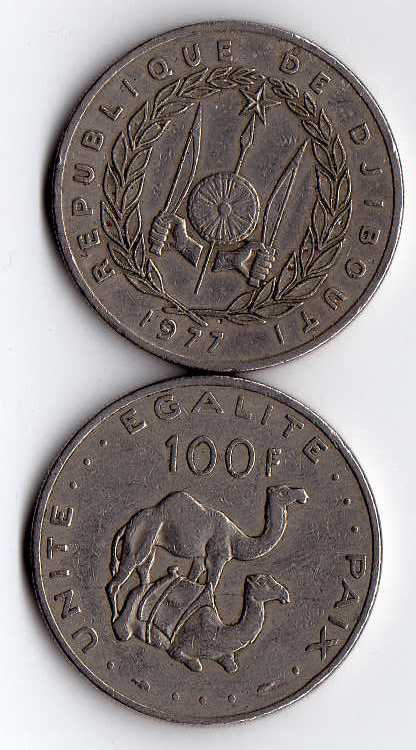
100 Dschibuti-Franc

Der Dschibuti-Franc oder Djibouti-Franc ist die Währung des ostafrikanischen Staates Dschibuti. Er ist unterteilt in 100 Centimes. Der ISO-Code ist DJF.
Im Umlauf sind Münzen der Werte 5, 10, 20, 50, 100, 500 Franc sowie Banknoten im Wert von 1000, 2000, 5000 und 10.000 Franc.
Der Dschibuti-Franc ist fest an den US-Dollar gebunden mit dem Kurs 1 USD = 177,721 DJF